# Белоскурский, Михаил Алексеевич
Михаи́л Алексе́евич Белоску́рский (21 ноября 1902, Коломыя — 15 июля 1972, Киев) — советский военачальник, генерал-майор (02.11.1944).

## Биография

### Ранние годы
Родился 21 ноября 1902 года в городе Коломыя, ныне Ивано-Франковской области Украины.
В Первую мировую войну Белоскурский работал чернорабочим на кирпичном заводе в городе Коломыя, с октября 1918 года — учился в Учительской семинарии в местечке Залещики Станиславского уезда.

### Гражданская война
В марте 1919 года был мобилизован в Украинскую Галицийскую армию и служил рядовым и писарем в 1-й Галицийской бригаде.
В январе 1920 года добровольно перешел в Красную армию и служил писарем батареи.
Весной участвовал в боях с белополяками на Юго-Западном фронте. После разгрома батареи скрывался в селе Черепашинцы Винницкого уезда. С приходом частей Красной армии с июня служил красноармейцем в 310-м батальоне в городе Винница.
С августа 1920 года проходил обучение в школе младшего начсостава при запасном Галицийском батальоне. В октябре курсы были переведены в Киев и переименованы во 2-ю Киевскую школу червоных старшин. В 1921 года с выделенным от школы отрядом участвовал в борьбе с бандитизмом.

### Межвоенный период
В октябре 1922 года, после расформирования школы, был переведен в 5-ю Харьковскую объединенную школу им. ВУЦИК. В сентябре 1924 года окончил её и был назначен в 10-й кавалерийский полк 2-й кавалерийской дивизии КВО, где проходил службу командиром взвода и эскадрона, командиром взвода полковой школы, квартирмейстером и помощником начальника военно-хозяйственного довольствия полка, помощником командира эскадрона по политчасти, командиром эскадрона, помощником начальника полковой школы по политчасти.
С марта по июнь 1933 года находился на кавалерийских КУКС РККА в городе Новочеркасск. После возвращения в полк был командиром эскадрона и начальником и политруком школы младшего начсостава.
В мае 1936 года капитан Белоскурский назначен командиром эскадрона курсантов Пензенского кавалерийского училища.
В феврале 1938 года переведен в СКВО помощником начальника 4-го запасного кавалерийского полка в город Ворошиловск.
В апреле 1938 года арестован органами НКВД и находился под следствием.
В октябре 1939 года освобожден из-под ареста в связи с прекращением дела и с февраля 1940 года служил военруком в Государственном театральном институте в городе Киев.
25 июля 1940 года восстановлен в кадрах РККА и в августе был назначен командиром батальона 611-го стрелкового полка 88-й стрелковой дивизии АрхВО.

### Великая Отечественная война
С началом войны в прежней должности. В июне — июле 1941 года части 88-й стрелковой дивизии охраняли побережье Белого моря. В период с 8 по 11 августа она была передислоцирована в район станции Лоухи (Карелия), где вошла в 14-ю армию Северного фронта. С 15 августа её части вели напряженные бои с противником, пытавшимся перерезать ж. д. Мурманск — Ленинград (с 1 сентября — в составе Карельского фронта). С октября майор Белоскурский исполнял должность заместителя командира, а с ноября — командира 238-го стрелкового полка 88-й стрелковой дивизии, которая вела бои в районе станции Лоухи.
17 марта 1942 года за проявленную отвагу в боях за Отечество, за стойкость, мужество, дисциплину и организованность, за героизм личного состава дивизия была преобразована в 23-ю гвардейскую, а 758-й стрелковый полк — в 68-й гвардейский.
В марте — апреле части дивизии вели успешные наступательные бои на кестеньгском направлении, в результате противник был отброшен от станции Лоухи на 34 км западнее.
В середине октября дивизия была переброшена на Северо-Западный фронт в 1-ю ударную армию.
21 октября 1942 года полковник Белоскурский в январе 1943 года назначен командиром 61-й отдельной морской стрелковой бригады, которая в составе 26-й армии Карельского фронта вела бои в районе поселка Ухта.
С 7 июля 1943 года он принял командование 205-й стрелковой дивизией, находившейся в обороне на втором оборонительном рубеже армии — озеро Шаниярви, озеро Глубокое, озеро Пурнозеро, озеро Еловое.
С 14 ноября 1944 года дивизия была выведена в резерв Ставки ВГК и со станции Лоухи к началу декабря переброшена в город Шарья Костромской области. Получив пополнение, она к 15 января 1945 года была передислоцирована в район города Острув-Мазовецкий.
С 29 января она вошла в 19-ю армию 2-го Белорусского фронта и передислоцирована в город Липно, затем после нескольких маршей заняла оборону на участке станций Буххольц — Ной-Грунау — озеро Зуккаузее.
С 23 февраля её части участвовали в Восточно-Померанской наступательной операции, в боях за овладение городами Хаммерштайн и Гдыня. Однако в конце марта 1945 года генерал-майор Белоскурский был освобожден от должности и зачислен в распоряжение Военного совета 2-го Белорусского фронта.
17 апреля 1945 года назначен командиром 372-й стрелковой дивизии. Её части, в это время, после освобождения Данцига занимали оборону по восточном берегу реки Одер на участке Гнагеланд — Альтдам.
С 25 апреля по 2 мая 1945 года дивизия участвовала в Берлинской наступательной операции, ведя преследование отходящего противника в направлении Штеттин, Анклам, Грайсвальд, Штральзунд. 3 мая её части форсировали пролив и овладели о. Рюген, где и закончили боевые действия.

### Послевоенные годы
После войны продолжал командовать 372-й стрелковой дивизией в СКВО (Урюпинск). Когда в июле 1946 года дивизия была сокращена в 46-ю отдельную стрелковую бригаду, продолжал командовать этой бригадой.
С декабря 1948 по июнь 1950 года находился на курсах усовершенствования командиров стрелковых дивизий при Военной академии им. М. В. Фрунзе, затем был назначен командиром 24-й стрелковой Самаро-Ульяновской железной дивизии ПрикВО.
С июня 1954 года был военным советником командира армейского корпуса Румынской армии.
С апреля 1955 года состоял в распоряжении 10-го управления Генштаба. В мае был направлен в Венгерскую народную армию на должность старшего военного советника командира стрелкового корпуса.
26 февраля 1957 года уволен в запас.
Работал в посольствах Союза ССР в ГДР и ПНР.

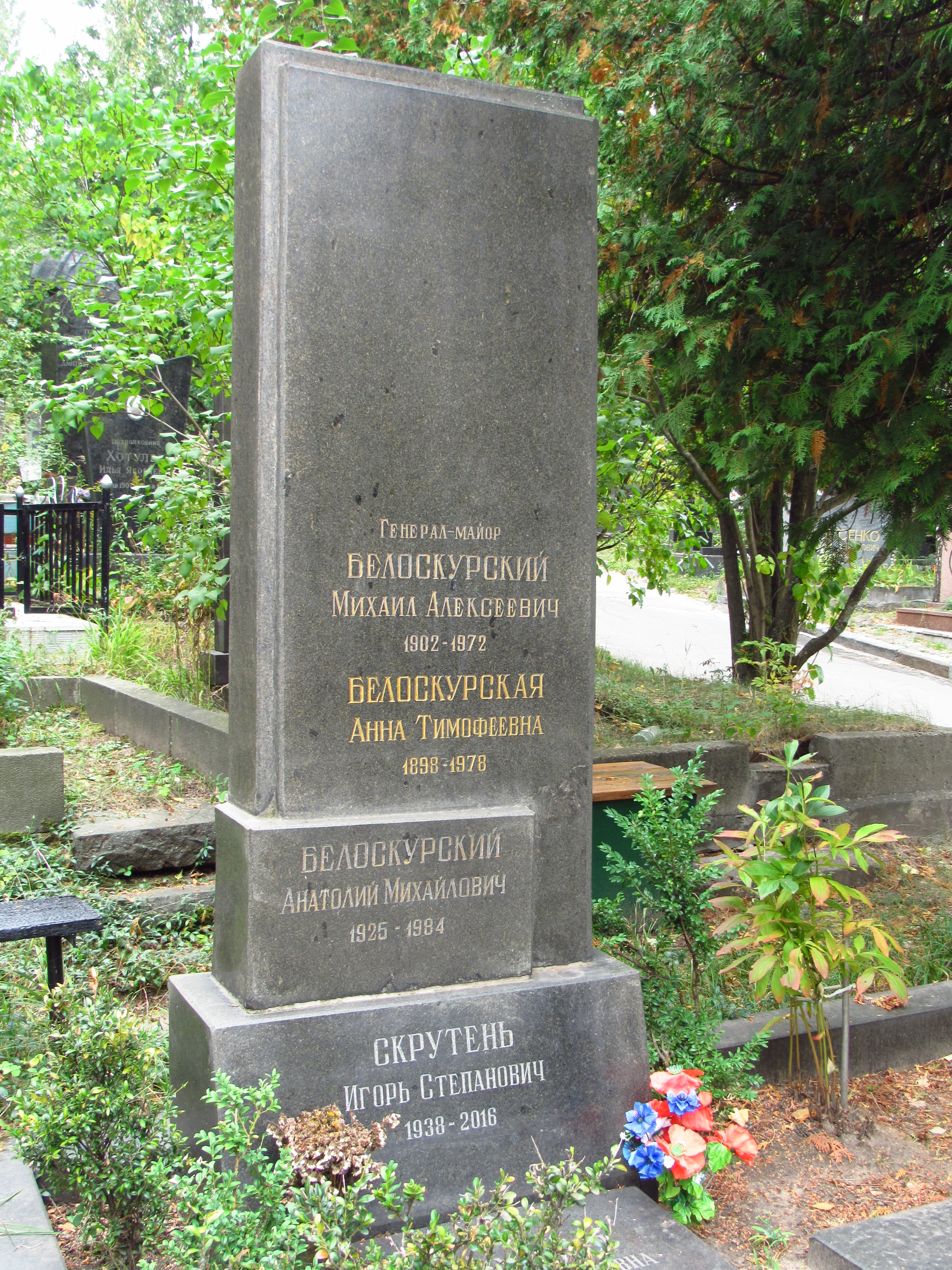
Могила М. А. Белоскурского

Умер в 1972 году, похоронен на Байковом кладбище в Киеве.

## Награды

### СССР
- орден Ленина (21.02.1945)
- пять орденов Красного Знамени (20.02.1942, 19.09.1944, 07.06.1945, 1950)
  - Медали, в том числе:
  - «За оборону Советского Заполярья» (1945)
  - «За победу над Германией в Великой Отечественной войне 1941—1945 гг.» (1945)
  - «За взятие Кёнигсберга» (1945)

Приказы (благодарности) Верховного Главнокомандующего в которых отмечен М. А. Белоскурский
- За овладение городами Шлохау, Штегерс, Хаммерштайн, Бальденберг, Бублид — важными узлами коммуникаций и сильными опорными пунктами обороны немцев. 27 февраля 1945 года. № 285
- За овладение городами Руммельсбург и Поллнов — важными узлами коммуникаций и сильными опорными пунктами обороны немцев в Померании. 3 марта 1945 года. № 287
- За овладение городами и важными узлами дорог Анклам, Фридланд, Нойбранденбург, Лихен и вступили на территорию провинции Мекленбург. 29 апреля 1945 года. № 351
- За овладение городами Штральзунд, Гриммен, Деммин, Мальхин, Варен, Везенберг — важными узлами дорог и сильными опорными пунктами обороны немцев. 1 мая 1945 года. № 354
- За овладение городами Росток, Варнемюнде — крупными портами и важными военно-морскими базами немцев на Балтийском море, а также заняли города Рибнитц, Марлов, Лааге, Тетерев, Миров 2 мая 1945 года. № 358
- За овладение городом Свинемюнде — крупным портом и военно-морской базой немцев на Балтийском море. 5 мая 1945 года. № 362
- За форсирование пролива Штральзундерфарвассер, и полное овладение островом Рюген. 6 мая 1945 года. № 363.

## Память
- В честь Белоскурского Михаила Алексеевича названа улица в городе Коломыя.